# Robert Allenby
Robert Allenby (* 12. Juli 1971 in Melbourne) ist ein australischer Golf Professional.

## Werdegang
Allenby wurde 1992 Berufsgolfer und war schnell erfolgreich. Er gewann die Geldrangliste der PGA Tour of Australasia gleich im ersten Jahr und ein zweites Mal 1994. Insgesamt gewann er bislang dreizehn Turniere auf jener Turnierserie.
Allenby bespielte aber auch bis 1998 die European Tour und verzeichnete vier Siege, davon allein drei im Jahre 1996, in dem er dann Dritter der Geldrangliste wurde. Eine noch bessere Platzierung verhinderte ein schwerer Autounfall im Oktober in Spanien, bei dem Allenby einen Bruch des Brustbeines und Gesichtsverletzungen erlitt, was ihn für längere Zeit vom Turniergeschehen fernhielt.
Seit 1999 gilt sein Hauptaugenmerk der nordamerikanischen PGA TOUR, wo er 2000 seine ersten beiden Turniere gewinnen konnte. Auch im folgenden Jahr gelangen ihm zwei Siege. Danach ist Allenby zwar ohne Turniererfolg geblieben, spielte jedoch konstant gute Ergebnisse ein und befand sich bis 2011 unter den Top 50 der Golfweltrangliste.
In den Majors ist ihm außer jeweils 7. Plätzen bei den US Open 2004 und den Open Championship 2008 noch nichts gelungen. Allenby wurde bis dato fünfmal für den Presidents Cup ins Internationale Team einberufen.
Ein langjähriger Freund ist sein gleichaltriger Landsmann und Golfkollege Stuart Appleby, den er schon aus gemeinsamen Amateurzeiten kennt.

## Auszeichnungen
- Ben Hogan Award 2001   von der Golf Writers Association of America

## European Tour Siege
- 1994 Honda Open
- 1996 Alamo English Open, Peugeot Open de France, One2One British Masters

## PGA Tour Siege
- 2000  Shell Houston Open,  Advil Western Open
- 2001  Nissan Open, Marconi Pennsylvania Classic

## PGA of Australasia Tour Siege
- 1991 Victorian Open (als Amateur)
- 1992 Johnnie Walker Classic, Perak Masters
- 1993 Optus Players Championship
- 1994 Heineken Australian Open
- 1995 Heineken Classic
- 2000 Australian PGA Championship
- 2001 Australian PGA Championship
- 2003 MasterCard Australian Masters
- 2005 Australian Open, Australian PGA Championship, MasterCard Australian Masters
- 2009 Australian PGA Championship

## Andere Turniersiege
- 2009 Nedbank Golf Challenge (Sunshine Tour)

## Amateurturnier Siege
- 1989 Australian Juniors Amateur Championship
- 1990 Victorian Amateur Championship (Australien), Riversdale Cup
- 1991 Riversdale Cup

## Teilnahmen bei Teambewerben
- Eisenhower Trophy (Amateur): 1990
- Alfred Dunhill Cup (für Australien): 1994, 1997
- World Cup (für Australien): 1993, 1995, 2009
- Presidents Cup (im Internationalen Team): 1994, 1996, 2000, 2003 (remis), 2009

## Resultate bei Major Championships
| Turnier           | 1991 | 1992 | 1993 | 1994 | 1995 | 1996 | 1997 | 1998 | 1999 | 2000 | 2001 | 2002 | 2003 | 2004 | 2005 |
| ----------------- | ---- | ---- | ---- | ---- | ---- | ---- | ---- | ---- | ---- | ---- | ---- | ---- | ---- | ---- | ---- |
| Masters           | DNP  | DNP  | DNP  | DNP  | DNP  | DNP  | CUT  | DNP  | DNP  | DNP  | 47   | T29  | T39  | CUT  | CUT  |
| US Open           | DNP  | DNP  | T33  | DNP  | DNP  | DNP  | CUT  | DNP  | T46  | DNP  | DNP  | T12  | T39  | T7   | CUT  |
| Open Championship | CUT  | DNP  | CUT  | T60  | T15  | T55  | T10  | T19  | DNP  | T36  | T47  | CUT  | T43  | CUT  | T52  |
| PGA Championship  | DNP  | DNP  | CUT  | DNP  | CUT  | CUT  | T49  | T13  | CUT  | T19  | T16  | T10  | T39  | T9   | CUT  |

| Turnier           | 2006 | 2007 | 2008 | 2009 | 2010 | 2011 | 2012 | 2013 | 2014 | 2015 |
| ----------------- | ---- | ---- | ---- | ---- | ---- | ---- | ---- | ---- | ---- | ---- |
| Masters           | T22  | CUT  | T42  | T38  | T45  | CUT  | DNP  | DNP  | DNP  | DNP  |
| US Open           | T16  | CUT  | T18  | CUT  | T29  | CUT  | DNP  | DNP  | CUT  | DNP  |
| Open Championship | T16  | CUT  | T7   | T52  | T27  | T48  | CUT  | DNP  | DNP  | DNP  |
| PGA Championship  | T20  | CUT  | T31  | T24  | DNP  | T26  | CUT  | DNP  | DNP  | DNP  |

DNP = nicht teilgenommen

CUT = Cut nicht geschafft

„T“ geteilte Platzierung

Grüner Hintergrund für Siege

Gelber Hintergrund für Top 10